# John C. McGinley
John Christopher McGinley (n. 3 august 1959, New York) este un actor american.

## Filmografie (selecție)
- Plutonul (1986)
- Wall Street (1987)
- Talk Radio (1988)
- Nemuritorul II (1991)
- Ultima noapte senină (1992) ca Maior Griffin
- Se7en (1995)
- Fortăreața (1996)
- Duminică, pierzi sau câștigi (1999)
- Recuperatorul (2000)
- Scrubs (2001-2010)
- I-am dat de capăt? (2007)